# Фарід Діас
Фарід Діас (ісп. Farid Díaz, нар. 20 липня 1983, Вальєдупар) — колумбійський футболіст, що виступав на позиціях півзахисника та захисника.

## Клубна кар'єра
Народився 20 липня 1983 року в місті Вальєдупар. Вихованець футбольної школи клубу «Атлетіко Букараманга». Дорослу футбольну кар'єру розпочав 2003 року в основній команді того ж клубу, в якій провів три сезони, взявши участь у 79 матчах чемпіонату.  Більшість часу, проведеного у складі «Атлетіко Букараманга», був основним гравцем команди, після чого без особливого успіху виступав за «Депортіво Ріонегро», «Ла Екідад» та «Депортіво Перейра».
На початку 2009 року Фарід приєднався до «Енвігадо». 8 лютого в матчі проти «Депортіво Калі» він дебютував за нову команду. На початку 2010 року Діас на правах оренди перейшов в «Депортіво Перейра». 28 березня в поєдинку проти «Реал Картахена» він дебютував за новий клуб. Після закінчення оренди Фарід повернувся в «Енвігадо».
На початку 2012 року Діас перейшов в «Атлетіко Насьйональ». 19 лютого в матчі проти «Мільйонаріоса» він дебютував за нову команду. У своєму дебютному сезоні Фарід виграв і Клаусуру і Апертуру. 30 березня 2014 року в поєдинку проти «Санта-Фе» він забив свій перший гол у Кубку Мустанга. У 2014 і 2015 роках Фарід ще двічі став чемпіоном країни. У 2016 році Фарід став володарем Кубка Лібертадорес у складі «Атлетіко Насьйональ». Загалом відіграв за команду з Медельїна 155 матчів в національному чемпіонаті.
Влітку 2017 року Діас перейшов у парагвайську «Олімпію». 22 липня в матчі проти «Соль де Амеріка» він дебютував у парагвайській Прімері. Відіграв за команду з Асунсьйона 28 матчів в національному чемпіонаті.
Надалі захищав кольори команд «Вальєдупар», «Альянса Петролера» та «Насьйональ» (Асунсьйон), завершивши ігрову кар'єру у 2022 році.

## Виступи за збірну
24 березня 2016 року дебютував в офіційних іграх у складі національної збірної Колумбії в матчі проти збірної Болівії. Наразі провів у формі головної команди країни 13 матчів.
У складі збірної був учасником розіграшу Кубка Америки 2016 року у США, на якому команда здобула бронзові нагороди, чемпіонату світу 2018 року у Росії.

## Статистика виступів

### Статистика клубних виступів
| Сезон             | Команда               | Чемпіонат           | Чемпіонат | Чемпіонат | Національний кубок | Національний кубок | Континентальні кубки | Континентальні кубки | Усього | Усього |
| Сезон             | Команда               | Ліга                | Ігор      | Голів     | Ігор               | Голів              | Ігор                 | Голів                | Ігор   | Голів  |
| ----------------- | --------------------- | ------------------- | --------- | --------- | ------------------ | ------------------ | -------------------- | -------------------- | ------ | ------ |
| 2012              | «Атлетіко Насьйональ» | Категорія Прімера A | 28        | 0         | 14                 | 0                  | 7                    | 0                    | 49     | 0      |
| 2013              | «Атлетіко Насьйональ» | Категорія Прімера A | 40        | 0         | 13                 | 0                  | 6                    | 0                    | 59     | 0      |
| 2014              | «Атлетіко Насьйональ» | Категорія Прімера A | 28        | 1         | 10                 | 0                  | 20                   | 0                    | 58     | 1      |
| 2015              | «Атлетіко Насьйональ» | Категорія Прімера A | 41        | 0         | 3                  | 0                  | 5                    | 0                    | 49     | 0      |
| 2016              | «Атлетіко Насьйональ» | Категорія Прімера A | 9         | 1         | 2                  | 0                  | 10                   | 0                    | 21     | 1      |
| 2017              | «Атлетіко Насьйональ» | Категорія Прімера A | 14        | 0         | 0                  | 0                  | 7                    | 0                    | 21     | 0      |
| 2017              | «Олімпія» (Асунсьйон) | Прімера Дивізіон    | 11        | 0         | 0                  | 0                  | 1                    | 0                    | 12     | 0      |
| 2018              | «Олімпія» (Асунсьйон) | Прімера Дивізіон    | 16        | 0         | 2                  | 0                  | 4                    | 0                    | 22     | 0      |
| Усього за кар'єру | Усього за кар'єру     | Усього за кар'єру   | 187       | 2         | 44                 | 0                  | 60                   | 0                    | 291    | 2      |

## Титули і досягнення

### Клубні
- «Атлетіко Насьйональ»
Чемпіон Колумбії (4): 2013-I, 2013-II, 2014-I, 2015-II
Володар Кубка Колумбії (3): 2012, 2013, 2016
Володар Суперліги Колумбії (2): 2012, 2016
Володар Кубка Лібертадорес (1): 2016
Володар Рекопи Південної Америки (1): 2017

### Збірна
- Колумбія

Кубок Америки 3 місце: 2016